# Levetiracetam
El levetiracetam es un medicamento anticonvulsivo utilizado como tratamiento para tipos específicos de epilepsia. Es el S-enantiómero del etiracetam, estructuralmente similar al piracetam, un fármaco prototípico nootrópico. En Chile se comercializa como Kopodex R con un perfil de tolerancia para adultos e infantes desde los 4 años; en Colombia como Ceumid, MK, y Genfar; y en México se vende con los nombres comerciales Keppra (laboratorios UCB) y Exitelev (Sandoz). Estudios recientes muestran efectos positivos en las discinesias por levodopa

Modula la acción sináptica por unión a la proteína SV2A. Los efectos indeseables incluyen somnolencia (15% de pacientes), astenia (15%), cefalea (14%), infección (13%), vértigo (9%), ataxia (3%) e irritabilidad

## Mecanismo de acción
Reduce la liberación de calcio intraneuronal y se une a la proteína SV2A de las vesículas sinápticas, involucrada en la exocitosis de neurotransmisores.

## Posología
Dosis diaria total (mL/día) = dosis diaria (mg/kg/día) x peso paciente (kg)---- 100 mg/mL. adicionalmente determinando los niveles creatinina
Consideraciones
Se excreta en la orina sin cambios en 66% y su unión proteica es del 10%.

## Indicaciones
El levetiracetam utiliza unión proteica del 10%:
- como monoterapia para el tratamiento de las crisis de inicio parcial con o sin generalización secundaria en pacientes de 16 años en adelante con epilepsia recién diagnosticada
- como tratamiento complementario de las crisis de inicio parcial con o sin generalización secundaria en adultos y en niños de 4 años en adelante con epilepsia
- como tratamiento complementario de las crisis mioclónicas en adultos y en adolescentes de 12 años en adelante con epilepsia juvenil mioclónica
- como tratamiento complementario de las crisis tónico-clónicas primarias generalizadas en adultos y en adolescentes de 12 años en adelante con epilepsia generalizada idiopática[13]
- como tratamiento adyuvante en convulsiones focales

- Monoterapia: tto. de crisis de inicio parcial con/sin generalización secundaria en mayores de 16 años con un nuevo diagnóstico de epilepsia.
- Terapia concomitante: tratamiento de crisis de inicio parcial con/sin generalización secundaria en ads. y niños > 1 mes con epilepsia; en crisis mioclónicas en adolescentes y niños > 12 años con epilepsia mioclónica juvenil y crisis tónico-clónicas generalizadas primarias en ads. y adolescentes > 12 años con epilepsia generalizada idiopática.
El levetiracetam puede indicarse como monoterapia en las crisis focales con o sin secundarias generalizadas desde los 16 años. En tratamiento concomitante este agente se puede administrar desde los 4 años en crisis focales. Junto con la epilepsia juvenil mioclónica (síndrome de Janz) a partir de los 12 años y principalmente en convulsiones tónico-clónicas generalizadas se certifican en el contexto de una epilepsia idiopática generaliza en terapia auxiliar
Efectos Adversos
Síndrome de Stevens-Johnson, necrólisis epidérmica tóxica, anemia y leucopenia. También se puede presentar sedación, astenia, fatiga, cefaleas, vómito, nasofaringitis, falta de coordinación, psicosis, y en ocasiones ansiedad e irritabilidad.
Categoría embarazo FDA
Categoría C: Estudios en animales han revelado efectos adversos en el feto (teratogénicos o embriocida u otro) y no hay estudios controlados en mujeres o los estudios en mujeres y animales no están disponibles. Los fármacos deben administrarse solo si el potencial beneficio justifica el potencial riesgo para el feto.
Precauciones de uso en pacientes con:
- Depresión
- Fiebre
- Infecciones recurrentes
- Insuficiencia hepática grave
- Insuficiencia renal
- Mujer que puede estar embarazada
- Niño entre 6 y 18 años
- Niño menor de 6 años
- Paciente con tendencias suicidas
- Sujeto debilitado
- Trastorno de la coagulación
- Embarazo
- Lactancia

## Nombres comerciales
- Keppra[17]
- Keppra® XR[17]
- Elepsia® XR[17]
- Spritam®[17]

## Nombres genéricos
- En Colombia el medicamento genérico aparece bajo la marca Ceumid.[3] MK,[4] y Genfar[5]

## Farmacocinética
Absorción
- Oral: rápida absorción (liberación inmediata y prolongada).
- Biodisponibilidad: 100%
- Efecto de administración con alimentos: menor.

Distribución
- VAD: 0.7 L/kg.
- Unión a proteína: menos del 10%.

Metabolismo
- Hígado, insignificante
- Hidrólisis enzimáticas,vía primaria.

Excreción
- Renal: 66%
- Depuración renal: 0.6 mL/min/kg
- Dializable: Si (hemodiálisis), 50%
- Depuración total: 0.96 mL/min/kg.

Vida media de eliminación
- Entre 6 y 8 horas.[18]